# Het Bloed van de Scarabae
Het Bloed van de Scarabae (Personal Darkness) is een fantasy/horror-boek van de Britse schrijfster Tanith Lee. Het is het tweede deel van De Opera van het Bloed.

## Verhaal
De Scarabae-familie blijkt te bestaan uit eeuwenoude mensachtige vampiers. De mooie Rachaela Day werd het slachtoffer van hun duistere spelletjes. Adamus Scarabae verwekte bij haar een dochter, Ruth genaamd. De nieuw aangekomen Scarabae-leden Malach en Althene hebben weinig goeds voor met moeder en dochter. En Ruth zelf lijkt zich, tot afgrijzen van haar moeder, tot een typisch Scarabae-familielid te ontwikkelen.

## De Opera van het Bloed
- 1992  De Dans van de Scarabae (Dark Dance)
- 1993  Het Bloed van de Scarabae (Personal Darkness)
- 1994  Ik, Duisternis (Darkness, I)